# 재산로
재산로(Jaesan-ro)는 경상북도 안동시 와룡면 남면삼거리에서 봉화군 소천면 공이재삼거리 잇는 도로이다.

## 주요 경유지
경상북도
- 봉화군 (재산면 - 소천면)

## 노선
| 이름         | 접속 노선                 | 소재지 | 소재지 | 비고 |
| ------------ | ------------------------- | ------ | ------ | ---- |
| 남면삼거리   | 농암로                    | 봉화군 | 재산면 |      |
| 과인삼거리   | 지방도 제918호선 (명재로) | 봉화군 | 재산면 |      |
| 갈산교       |                           | 봉화군 | 재산면 |      |
| 갈산2교      |                           | 봉화군 | 소천면 |      |
| 공이재삼거리 | 국도 제31호선 (갈산로)    | 봉화군 | 소천면 |      |